# Take Five
"Take Five" là bản nhạc jazz hòa tấu do Paul Desmond sáng tác, lần đầu tiên được trình bày bởi nhóm Dave Brubeck Quartet trong album Time Out. Ca khúc này được thu âm tại phòng thu 30th Street Studio của Columbia Records ở New York ngày 1 tháng 7 năm 1959, đúng 2 năm trước khi nó trở thành bản hit rồi sau đó, đĩa đơn nhạc jazz bán chạy nhất mọi thời đại. Ca khúc này còn xuất hiện trong rất nhiều chương trình phát thanh, phim truyền hình cũng như tác phẩm điện ảnh.

## Thành phần tham gia sản xuất
- Dave Brubeck – piano.
- Paul Desmond – alto saxophone.
- Eugene Wright – bass.
- Joe Morello – trống.